# Fuori dalla legge
Fuori dalla legge (Out of Death) è un film statunitense del 2020 diretto da Mike Burns.

## Trama
Una fotoreporter Shannon Mathers mentre sta camminando nei boschi per spargere le ceneri del padre appena scomparso, assiste ad uno spaccio di droga segreto organizzato da una poliziotta di nome Billie Jean Stanhope, e la reporter scatta delle foto ma viene scoperta e inseguita. Un agente di polizia appena in pensione Jack Harris si rifugia in una baita di montagna di proprietà della nipote Pam dopo aver perso la moglie per un cancro, ma vede Shannon braccata dallo sceriffo Stanthope e la salva, ma i due si trovano in una rete di poliziotti corrotti capeggiata dallo sceriffo che sta per candidarsi a sindaco Hank Rivers.